# Транспорт Філіппін
Транспорт Філіппін представлений автомобільним , залізничним , повітряним , водним (морським і річковим)  і трубопровідним , у населених пунктах  та у міжміському сполученні діє громадський транспорт пасажирських перевезень. Площа країни дорівнює 300 000 км² (73-тє місце у світі). Форма території країни — архіпелажна країна, видовжена у меридіональному напрямку; максимальна дистанція з півночі на південь — 2000 км, зі сходу на захід — 900 км. Географічне положення Філіппін дозволяє країні контролювати транспортні шляхи у східній частині акваторії Тихого океану, між Східною Азією, Австралією, Океанією і Північною Америкою.

## Автомобільний
Загальна довжина автошляхів на Філіппінах, станом на 2014 рік, дорівнює 216 387 км, з яких 61 093 км із твердим покриттям і 155 294 км без нього (23-тє місце у світі).

## Залізничний
Загальна довжина залізничних колій країни, станом на 2014 рік, становила 897 км (92-ге місце у світі), з яких 995 км вузької 1067-мм колії. Лише 484 км експлуатується.

## Повітряний
У країні, станом на 2013 рік, діє 247 аеропортів (24-те місце у світі), з них 89 із твердим покриттям злітно-посадкових смуг і 158 із ґрунтовим. Аеропорти країни за довжиною злітно-посадкових смуг розподіляються так (у дужках окремо кількість без твердого покриття):
- довші за 10 тис. футів (>3047 м) — 4 (0);
- від 10 тис. до 8 тис. футів (3047-2438 м) — 8 (0);
- від 8 тис. до 5 тис. футів (2437—1524 м) — 33 (3);
- від 5 тис. до 3 тис. футів (1523—914 м) — 34 (56);
- коротші за 3 тис. футів (<914 м) — 10 (99)[1].

У країні, станом на 2015 рік, зареєстровано 11 авіапідприємств, які оперують 158 повітряними суднами. За 2015 рік загальний пасажирообіг на внутрішніх і міжнародних рейсах становив 32,2 млн осіб. За 2015 рік повітряним транспортом було перевезено 484,19 млн тонно-кілометрів вантажів (без врахування багажу пасажирів).
У країні, станом на 2013 рік, споруджено і діє 2 гелікоптерні майданчики.
Філіппіни є членом Міжнародної організації цивільної авіації (ICAO). Згідно зі статтею 20 Чиказької конвенції про міжнародну цивільну авіацію 1944 року, Міжнародна організація цивільної авіації для повітряних суден країни, станом на 2016 рік, закріпила реєстраційний префікс — RP, заснований на радіопозивних, виділених Міжнародним союзом електрозв'язку (ITU). Аеропорти Філіппін мають літерний код ІКАО, що починається з — RP.

## Водний

### Морський
Головні морські порти країни: Батанган, Кагаян-де-Оро, Себу, Давао, Ліман, Маніла. Річний вантажообіг контейнерних терміналів (дані за 2011 рік): Маніла — 3,3 млн контейнерів (TEU).
Морський торговий флот країни, станом на 2010 рік, складався з 446 морських суден з тоннажем понад 1 тис. реєстрових тонн (GRT) кожне (23-тє місце у світі), з яких: балкерів — 76, суховантажів — 152, інших вантажних суден — 12, танкерів для хімічної продукції — 27, контейнеровозів — 17, газовозів — 5, пасажирських суден — 7, вантажно-пасажирських суден — 65, нафтових танкерів — 44, рефрижераторів — 20, ролкерів — 11, автовозів — 10.
Станом на 2010 рік, кількість морських торгових суден, що ходять під прапором країни, але є власністю інших держав — 159 (Бермудських Островів — 47, Китайської Народної Республіки — 4, Данії — 2, Німеччини — 2, Греції — 5, Японії — 77, Малайзії — 1, Нідерландів — 17, Сінгапуру — 1, Південної Кореї — 1, Тайваню — 1, Об'єднаних Арабських Еміратів — 1); зареєстровані під прапорами інших країн — 7 (Кіпру — 1, Панами — 5, невстановленої приналежності — 1).

### Річковий
Загальна довжина судноплавних ділянок річок і водних шляхів, доступних для суден з осадкою до 1,5 м, 2011 року становила 3 219 км (30-те місце у світі).

## Трубопровідний
Загальна довжина газогонів на Філіппінах, станом на 2013 рік, становила 567 км; нафтогонів — 138 км; продуктогонів — 185 км.

## Державне управління
Держава здійснює управління транспортною інфраструктурою країни через Державний департамент транспорту і зв'язку. Станом на року державний секретаріат в уряді Лені Робредо очолював Артур Тугаде.

### Українською
- Атлас. 10-11 клас. Економічна і соціальна географія світу / упорядники :  О. Я. Скуратович, Н. І. Чанцева. — К. : ДНВП «Картографія», 2010. — ISBN 978-966-475-639-3.
- Атлас світу / голов. ред. І. С. Руденко ; зав. ред. В. В. Радченко ; відп. ред. О. В. Вакуленко. — К. : ДНВП «Картографія», 2005. — 336 с. — ISBN 9666315467.
- Безуглий В. В. Економічна і соціальна географія зарубіжних країн : Навчальний посібник. — К. : ВЦ «Академія», 2007. — 704 с. — ISBN 978-966-580-239-6.
- Безуглий В. В., Козинець С. В. Регіональна економічна і соціальна географія світу : Навчальний посібник. — видання 2-ге, доп., перероб. — К. : ВЦ «Академія», 2007. — 688 с. — ISBN 966-580-144-9.
- Головченко В., Кравчук О. Країнознавство: Азія, Африка, Латинська Америка, Австралія і Океанія. — К., 2006. — 335 с. — ISBN 966-8939-04-2.
- Дахно І. І. Країни світу: Енциклопедичний довідник / І. І. Дахно, С. М. Тимофієв. — К. : Мапа, 2011. — 606 с. — (Бібліотека нового українця) — ISBN 978-966-8804-23-6.
- Дахно І. І. Економічна географія зарубіжних країн : навчальний посібник. — К. : Центр учбової літератури, 2014. — 319 с. — ISBN 978-611-01-0682-5.
- Дорошенко В. І. Географія транспорту : Навчальний посібник / В. І. Дорошенко, К. Д. Діденко. — К. : Київський нац. ун-т ім. Т. Шевченка, 2010. — 183 с. — ISBN 978-966-439-329-1.
- Дубович І. А. Країнознавчий словник-довідник. — 5-те вид., перероб. і доп. — К. : Знання, 2008. — 839 с. — ISBN 978-966-346-330-8.
- Економічна і соціальна географія країн світу : Навчальний посібник / За ред. С. П. Кузика. — Л. : Світ, 2002. — 672 с. — ISBN 966-603-178-7.
- Зарубіжна транспортна географія : навчальний посібник / уклад. : Петрашевський О. Л. и др. — К. : Національний транспортний університет, 2015. — 95 с. — ISBN 978-966-632-227-5.
- Ігнатьєв П. М. Країнознавство: Країни Азії. — Ч. : Книги-ХХІ, 2004. — 383 с. — ISBN 966-8029-53-4.
- Книш М. М., Мамчур О. І. Регіональна економічна і соціальна географія світу (Латинська Америка та Карибські країни, Африка, Азія, Океанія) : навч. посіб. — Л. : ЛНУ ім. Івана Франка, 2013. — 368 с. — ISBN 978-617-10-0007-0.
- Юрківський В. М. Регіональна економічна і соціальна географія. Зарубіжні країни : Підручник. — К. : Либідь, 2001. — 416 с. — ISBN 966-06-0092-5.

### Англійською
- (англ.) Modern Transport Geography / Hoyle, B. and R. Knowles (eds). — Second Edition,. — London : Wiley, 1998.
- (англ.) Rodrigue, J-P. The Geography of Transport Systems. — Fourth Edition. — N. Y. : Routledge, 2017. — 440 с. — ISBN 978-1138669574.
- (англ.) Taaffe E. J., Gauthier H. L. and O'Kelly M. E. Geography of transportation. — Second Edition. — N. Y. : Prentice Hall, 1996. — ISBN 0-13-368572-1.
- (англ.) Black, W. Transportation: A Geographical Analysis. — N. Y. : Guilford, 2003.

### Російською
- (рос.) Максаковский В. П. Географическая картина мира. Книга I: Общая характеристика мира. — М. : Дрофа, 2008. — 495 с. — ISBN 978-5-358-05275-8.
- (рос.) Максаковский В. П. Географическая картина мира. Книга II: Региональная характеристика мира. — М. : Дрофа, 2009. — 480 с. — ISBN 978-5-358-06280-1.
- (рос.) Физико-географический атлас мира. — М. : Академия наук СССР и главное управление геодезии и картографии ГГК СССР, 1964. — 298 с.
- (рос.) Шаповал Н. С. Транспортная география и транспортные системы мира : учебное пособие. — К. : Центр учбової літератури, 2006. — 188 с. — ISBN 000-0000-00-4.
- (рос.) Экономическая, социальная и политическая география мира. Регионы и страны / под ред. С. Б. Лаврова, Н. В. Каледина. — М. : Гардарики, 2002. — 928 с. — ISBN 5-8297-0039-5.
- (рос.) Энциклопедия стран мира / глав. ред. Н. А. Симония. — М. : НПО «Экономика» РАН, отделение общественных наук, 2004. — 1319 с. — ISBN 5-282-02318-0.